# Granary Burying Ground
Il Granary Burying Ground è il terzo cimitero più antico della città di Boston. Fondato nel 1660 e situato su Tremont Street, ospita le sepolture di patrioti dell'epoca della Rivoluzione Americana, tra cui Paul Revere, le cinque vittime del Massacro di Boston e tre firmatari della Dichiarazione d'Indipendenza: Samuel Adams, John Hancock e Robert Treat Paine. Il cimitero conta 2 345 lapidi, ma gli storici stimano che vi siano sepolte fino a 5 000 persone. Si trova vicino alla Park Street Church, dietro il Boston Athenæum e proprio di fronte alla Suffolk University Law School. È una tappa del Freedom Trail di Boston. Il cancello e la recinzione in stile neoegizio del cimitero furono progettati dall'architetto Isaiah Rogers (1800-1869), che realizzò un cancello identico per il Touro Cemetery di Newport.

## Storia
Il Granary Burying Ground fu il terzo cimitero istituito nella città di Boston e risale al 1660. La necessità del sito nacque perché il terreno riservato al primo cimitero della città - il King's Chapel Burying Ground, situato a un isolato a est - era insufficiente a soddisfare le esigenze della popolazione in crescita. L'area era conosciuta come South Burying Ground fino al 1737, dopodiché prese il nome del deposito di grano (granary in inglese) che sorgeva sul sito dell'attuale Park Street Church. Nel maggio 1830, furono piantati alberi nell'area e si tentò di cambiare il nome in "Franklin Cemetery" per onorare la famiglia di Benjamin Franklin, ma il tentativo fallì.
Originariamente il Granary Burying Ground faceva parte del Boston Common, che all'epoca comprendeva l'intero isolato. La parte sud-occidentale dell'isolato fu destinata a edifici pubblici due anni dopo la fondazione del cimitero, tra cui il deposito di grano e una casa di correzione, mentre la parte nord fu utilizzata per abitazioni.
Inizialmente le tombe venivano collocate vicino al fondo della proprietà. Le chiese puritane non credevano nelle icone o nell'immaginario religioso, quindi la popolazione di Boston utilizzava le lapidi come sbocco per l'espressione artistica delle proprie credenze sull'aldilà. Uno dei motivi più popolari era l'"Effigie dell'Anima", un teschio o "testa di morte" con un'ala su ciascun lato che rappresentava l'anima che volava verso il cielo dopo la morte. Il 15 maggio 1717, la città votò per ampliare il cimitero prendendo parte della strada sul lato orientale (l'attuale Tremont Street). L'ampliamento fu realizzato nel 1720, quando furono create 15 tombe e assegnate a diverse famiglie di Boston.
Undici grandi olmi europei la costeggiavano su Tremont Street. Gli olmi furono piantati nel 1762 dal maggiore Adino Paddock e da John Ballard e raggiunsero una circonferenza di tre metri entro il 1856. Il viale sotto gli olmi era conosciuto come "Paddock's Mall", mentre il resto del terreno era completamente privo di alberi. Il primo grande miglioramento fu intrapreso nel 1830, quando furono piantati numerosi alberi intorno al perimetro. La proprietà fu nuovamente migliorata nel 1840 con la costruzione di una recinzione in ferro su Tremont Street. La recinzione fu progettata dall'architetto di Boston Isaiah Rogers a un costo di $ 5.000, metà pagata dalla città e metà con sottoscrizione pubblica. Rogers progettò un ingresso identico in stile neogotico egizio per il Touro Cemetery di Newport.
Nel gennaio 2009, fu scoperta una cripta precedentemente sconosciuta quando un turista in un tour autoguidato del cimitero cadde a terra in quella che sembrava una scalinata che conduceva a una cripta. La scala era stata coperta da un pezzo di ardesia che alla fine cedette a causa dell'età avanzata. (La turista non è rimasta ferita né è entrata in contatto con resti umani). Si ritiene che la cripta misuri circa 2,43 m per 3,65 m e sia strutturalmente intatta. Potrebbe essere il luogo di riposo di Jonathan Armitage, un selezionatore di Boston dal 1732 al 1733. I funzionari della città di Boston hanno annunciato nel maggio 2011 un progetto di ristrutturazione da $ 300 000 destinato a riparare e restaurare il sito storico, incluso l'ampliamento dei sentieri nel cimitero e la creazione di nuovi punti di osservazione: $ 125 000 saranno forniti dalla Freedom Trail Foundation e il resto sarà a carico della città.

## Sepolture
Il Granary Burying Ground ospita le spoglie di molte figure importanti della storia americana. Tra questi ci sono:
- Peter Boylston Adams (1738 - 1823), fratello minore del secondo presidente degli Stati Uniti John Adams e secondo cugino di Samuel Adams, servì come capitano della milizia di Braintree durante la guerra rivoluzionaria. Era il fratello maggiore di Elihu Adams (1741 - 1775), che combatté come minutemen a Concord Green nel 1775, ma morì di dissenteria durante l'assedio di Boston
- Samuel Adams (1722 - 1803), statista, firmatario della Dichiarazione di Indipendenza, quarto governatore del Massachusetts[9]
- Crispus Attucks (1723 - 1770), afroamericano vittima del massacro di Boston,[10] in una fossa comune con le altre quattro vittime e Christopher Seider (a volte Snider, 1758-1770),[11] un ragazzo ucciso undici giorni prima
- James Bowdoin (1726 - 1790), importante mercante, secondo governatore del Massachusetts[12]
- Rev. Mather Byles (1706 - 1788), importante ministro e lealista nella tomba n. 2; altri membri della sua famiglia sepolti qui sono le figlie: Mrs. Elizabeth [Byles] Brown; Miss Mary Byles; Miss Catherine Byles
- John Endecott (circa 1588 - 1665), primo governatore della colonia di Massachusetts Bay (la sua lapide è stata distrutta e per molti anni si è pensato - erroneamente - che fosse sepolto nel King's Chapel Burying Ground. Ma le prove hanno dimostrato in modo definitivo che fosse sepolto nella tomba 189 del Granary Burying Ground)
- Peter Faneuil (1700 - 1743), benefattore della Faneuil Hall[13]
- Josiah Franklin (1657 - 1745) e Abiah Folger (1667 - 1752), genitori di Benjamin Franklin, insieme ad altri membri della famiglia Franklin[14] (Franklin stesso è sepolto nel Christ Church Burial Ground a Philadelphia)[15][16]
- Mary Goose (1665 - 1758), un'affermazione improbabile[17] familiare alla gente del posto come la vera Madre Goose (alcune storie di Madre Goose sono precedenti al XVII secolo, il nome Madre Goose era già familiare in Francia nel 1650,[18] e la prima apparizione pubblica di storie di Madre Goose nel Nuovo Mondo fu nel 1786)[19]
- Jeremiah Gridley (1702 - 1767), avvocato, difensore degli ordini di assistenza nel 1761
- John Hancock (1737 - 1793), statista, firmatario della Dichiarazione di Indipendenza, primo governatore del Massachusetts[20]
- John Hull, Judith Quincy Hull, Daniel Quincy; Tomba Hull-Quincy (Tomba n. 185)
- James Otis Jr. (1725 - 1783), avvocato, patriota della guerra rivoluzionaria
- Robert Treat Paine (1731 - 1814), firmatario della Dichiarazione di Indipendenza
- Ebenezer Pemberton (1746 - 1835), educatore americano
- John Phillips (1770 - 1823), primo sindaco della città di Boston
- Wendell Phillips (1811 - 1884), abolizionista americano, difensore dei nativi americani, oratore e avvocato[21] (riseppellito al Milton Cemetery nel 1886)
- Edward Rawson (1615 - 1693), primo segretario della colonia di Massachusetts Bay (1650 - 1686)
- Paul Revere (1735 - 1818), argentiere e patriota della guerra rivoluzionaria
- Samuel Sewall (1652 - 1730), giudice dei processi alle streghe di Salem
- John Smibert (1688 - 1751), artista scozzese-americano
- Cyprian Southack (1662 - 1745), cartografo e comandante navale
- Increase Sumner (1746 - 1799), quinto governatore del Massachusetts
- Nathan Webb (1705 - 1772) fu pastore per oltre 41 anni della prima nuova chiesa congregazionalista del Massachusetts, fondata durante il periodo del Grande Risveglio
- Il padrone di Phillis Wheatley (1753 - 1784), poeta afroamericana schiava e prima donna afroamericana a pubblicare un libro. Il luogo di sepoltura della stessa Wheatley si trova nel Copp's Hill Burying Ground, nel North End di Boston
- Benjamin Woodbridge (1708 - 1728) fu vittima del primo duello combattuto a Boston[22]